# Microtus richardsoni
Microtus richardsoni es una especie de roedor de la familia Cricetidae.

## Distribución geográfica
Se encuentra en el noroeste de Estados Unidos y partes del sur del oeste de Canadá. Este animal ha sido históricamente considerado un miembro del género Arvicola , pero filogenia molecular  demuestra que está más estrechamente relacionado con América del Norte'Microtus (Conroy y Cook , 2000).